# Vila Olímpica del Poblenou
La Vila Olímpica del Poblenou, conosciuto anche come Villa Olímpica (in spagnolo: La Villa Olímpica de Pueblo Nuevo; in italiano "villaggio olimpico") è un quartiere del distretto di Sant Martí della città di Barcellona.
Il quartiere si trova nell'area del Poblenou ed è stato utilizzato come residenza degli sportivi che parteciparono ai Giochi della XXV Olimpiade, anche se oggi è soprattutto un quartiere residenziale a bassa densità.
Nel quartiere è presente anche il Port Olímpic, il porto di Barcellona costruito in occasione dei giochi olimpici ed oggi utilizzato per la navigazione sportiva.